# Флаг Болотнинского района
Флаг Боло́тнинского муниципального района Новосибирской области Российской Федерации.
Флаг утверждён 30 марта 2005 года и внесён в Государственный геральдический регистр Российской Федерации с присвоением регистрационного номера 1862.

## Описание
«Флаг представляет собой прямоугольное полотнище диагонально разделённое на две части линией, проходящей из левого верхнего угла в правый нижний угол. В верхней, синей части изображение выходящего жёлтого солнца о 15 лучах (без изображения лица), в нижней, зелёной части изображение белой подковы, обращённой концами вниз. Сквозь подкову проходят две белые стрелы, положенные параллельно линии, разделяющей флаг на две части. Левая, нижняя стрела обращена остриём вверх, правая, верхняя стрела обращена остриём вниз.
Отношение ширины флага к его длине 2:3».